# Visschershoek (Ouddorp)

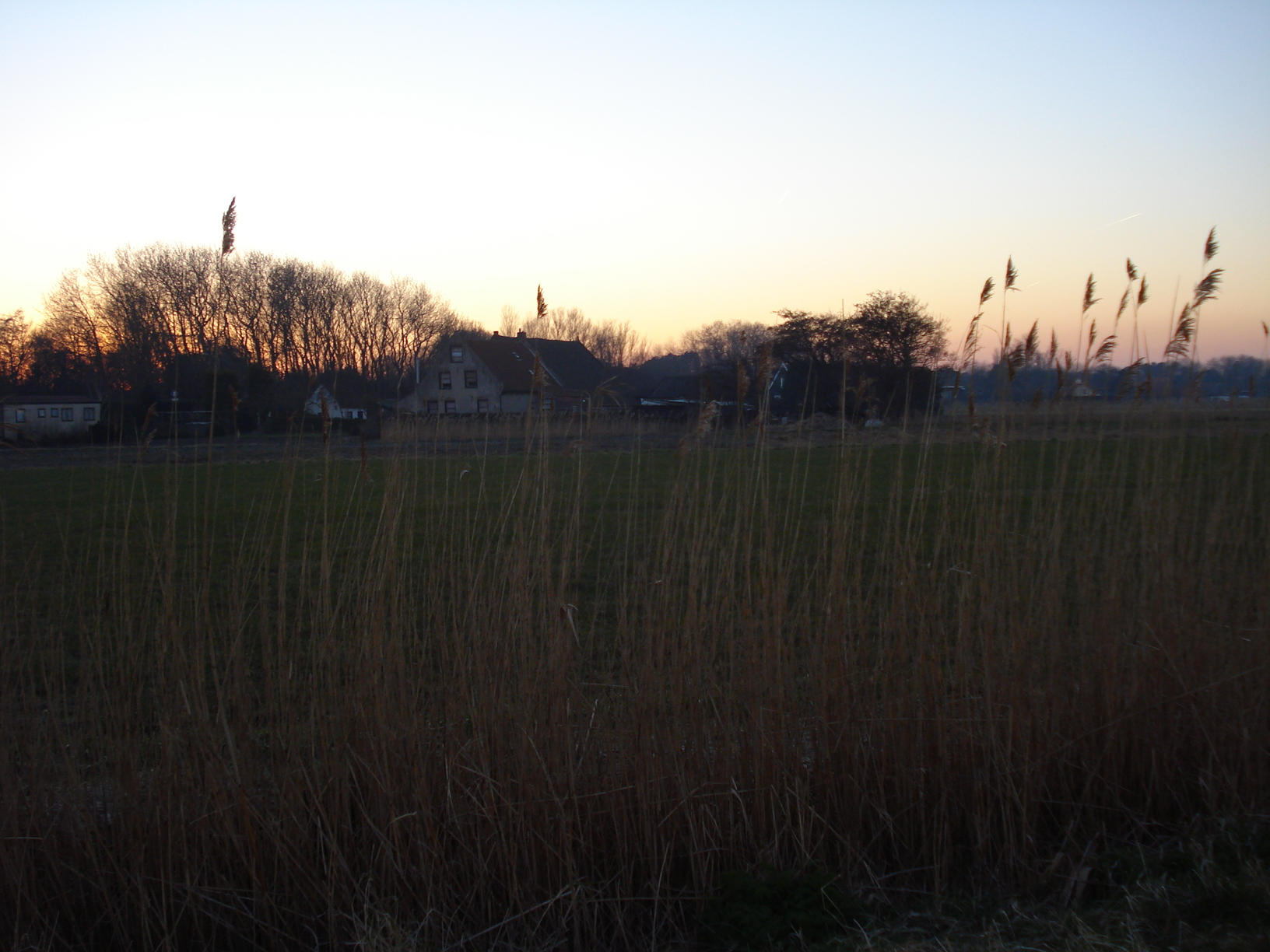
Boerderij Visschershoek in 2008

Visschershoek of Vissershoek is een zeer oude duinboerderij in de plaats Ouddorp in de Nederlandse provincie Zuid-Holland. De boerderij ligt in het uiterste westen van het eiland Goeree-Overflakkee, op circa 7 kilometer van de dorpskern van Ouddorp tegen de duinrand. De boerderij werd gebouwd in 1675 op het toenmalige eiland Westvoorn en is nog steeds als zodanig in gebruik door de familie Mastenbroek en valt op door de originele en authentieke indeling. Na het Blaeuwe Huus is dit de oudste boerderij van Ouddorp.
De naam 'Visschershoek' is afkomstig van de vissers die in het uiterste westen van het eiland woonden en wordt behalve voor de boerderij soms ook gebruikt voor het gehele gebied nabij Vuurtoren Westhoofd. Soms wordt Visschershoek wel als apart gehucht omschreven, hoewel dat door de eigen bewoners eigenlijk nooit als zodanig wordt beschouwd.